# 1992年の野球
1992年の野球（1992ねんのやきゅう）では、1992年の野球界における動向をまとめる。

## 競技結果

### 日本プロ野球

#### ペナントレース
| 順位 | 球団               | 勝 | 敗 | 分 | 勝率 | 差   |
| 1位  | ヤクルトスワローズ | 69 | 61 | 1  | .531 | 優勝 |
| 2位  | 読売ジャイアンツ   | 67 | 63 | 0  | .515 | 2.0  |
| 2位  | 阪神タイガース     | 67 | 63 | 2  | .515 | 2.0  |
| 4位  | 広島東洋カープ     | 66 | 64 | 0  | .508 | 3.0  |
| 5位  | 横浜大洋ホエールズ | 61 | 69 | 1  | .469 | 8.0  |
| 6位  | 中日ドラゴンズ     | 60 | 70 | 0  | .462 | 9.0  |

| 順位 | 球団                       | 勝 | 敗 | 分 | 勝率 | 差   |
| 1位  | 西武ライオンズ             | 80 | 47 | 3  | .630 | 優勝 |
| 2位  | 近鉄バファローズ           | 74 | 50 | 6  | .597 | 4.5  |
| 3位  | オリックス・ブルーウェーブ | 61 | 64 | 5  | .488 | 18.0 |
| 4位  | 福岡ダイエーホークス       | 57 | 72 | 1  | .442 | 24.0 |
| 5位  | 日本ハムファイターズ       | 54 | 73 | 3  | .425 | 26.0 |
| 6位  | 千葉ロッテマリーンズ       | 54 | 74 | 2  | .422 | 26.5 |

#### 日本シリーズ
| 日付                                  | 試合   | ビジター球団（先攻） | スコア   | ホーム球団（後攻） | 開催球場           |
| ------------------------------------- | ------ | -------------------- | -------- | ------------------ | ------------------ |
| 10月17日（土）                        | 第1戦  | 西武ライオンズ       | 3 - 7x   | ヤクルトスワローズ | 明治神宮野球場     |
| 10月18日（日）                        | 第2戦  | 西武ライオンズ       | 2 - 0    | ヤクルトスワローズ | 明治神宮野球場     |
| 10月19日（月）                        | 移動日 | 移動日               | 移動日   | 移動日             | 移動日             |
| 10月20日（火）                        | 第3戦  | 雨天中止             | 雨天中止 | 雨天中止           | 西武ライオンズ球場 |
| 10月21日（水）                        | 第3戦  | ヤクルトスワローズ   | 1 - 6    | 西武ライオンズ     | 西武ライオンズ球場 |
| 10月22日（木）                        | 第4戦  | ヤクルトスワローズ   | 0 - 1    | 西武ライオンズ     | 西武ライオンズ球場 |
| 10月23日（金）                        | 第5戦  | ヤクルトスワローズ   | 7 - 6    | 西武ライオンズ     | 西武ライオンズ球場 |
| 10月24日（土）                        | 移動日 | 移動日               | 移動日   | 移動日             | 移動日             |
| 10月25日（日）                        | 第6戦  | 西武ライオンズ       | 7 - 8x   | ヤクルトスワローズ | 明治神宮野球場     |
| 10月26日（月）                        | 第7戦  | 西武ライオンズ       | 2 - 1    | ヤクルトスワローズ | 明治神宮野球場     |
| 優勝：西武ライオンズ（3年連続11回目） |        |                      |          |                    |                    |

#### 個人タイトル
|                | セントラル・リーグ | セントラル・リーグ | セントラル・リーグ | パシフィック・リーグ | パシフィック・リーグ | パシフィック・リーグ |
| タイトル       | 選手               | 球団               | 成績               | 選手                 | 球団                 | 成績                 |
| -------------- | ------------------ | ------------------ | ------------------ | -------------------- | -------------------- | -------------------- |
| 最優秀選手     | J.ハウエル         | ヤクルト           |                    | 石井丈裕             | 西武                 |                      |
| 最優秀新人     | 久慈照嘉           | 阪神               |                    | 高村祐               | 近鉄                 |                      |
| 首位打者       | J.ハウエル         | ヤクルト           | .338               | 佐々木誠             | ダイエー             | .322                 |
| 本塁打王       | J.ハウエル         | ヤクルト           | 38本               | O.デストラーデ       | 西武                 | 41本                 |
| 打点王         | L.シーツ           | 大洋               | 100点              | ブーマー.W           | ダイエー             | 97点                 |
| 最多安打       | J.パチョレック     | 阪神               | 159本              | 佐々木誠             | ダイエー             | 164本                |
| 盗塁王         | 飯田哲也           | ヤクルト           | 33個               | 佐々木誠             | ダイエー             | 40個                 |
| 最高出塁率     | T.オマリー         | 阪神               | .460               | 清原和博             | 西武                 | .401                 |
| 最優秀防御率   | 盛田幸妃           | 大洋               | 2.05               | 赤堀元之             | 近鉄                 | 1.80                 |
| 最多勝利       | 斎藤雅樹           | 巨人               | 17勝               | 野茂英雄             | 近鉄                 | 18勝                 |
| 最多奪三振     | 仲田幸司           | 阪神               | 194個              | 野茂英雄             | 近鉄                 | 228個                |
| 最高勝率       | 斎藤雅樹           | 巨人               | .739               | 石井丈裕             | 西武                 | .833                 |
| 最優秀救援投手 | 佐々木主浩         | 大洋               | 33SP               | 赤堀元之             | 近鉄                 | 32SP                 |

#### ベストナイン
|          | セントラル・リーグ | セントラル・リーグ | パシフィック・リーグ | パシフィック・リーグ |
| 守備位置 | 選手               | 球団               | 選手                 | 球団                 |
| -------- | ------------------ | ------------------ | -------------------- | -------------------- |
| 投手     | 斎藤雅樹           | 巨人               | 石井丈裕             | 西武                 |
| 捕手     | 古田敦也           | ヤクルト           | 伊東勤               | 西武                 |
| 一塁手   | J.パチョレック     | 阪神               | 清原和博             | 西武                 |
| 二塁手   | 和田豊             | 阪神               | 辻発彦               | 西武                 |
| 三塁手   | J.ハウエル         | ヤクルト           | 石毛宏典             | 西武                 |
| 遊撃手   | 池山隆寛           | ヤクルト           | 田辺徳雄             | 西武                 |
| 外野手   | 前田智徳           | 広島               | 佐々木誠             | ダイエー             |
| 外野手   | 飯田哲也           | ヤクルト           | 秋山幸二             | 西武                 |
| 外野手   | L.シーツ           | 大洋               | 高橋智               | オリックス           |
| 指名打者 |                    |                    | O.デストラーデ       | 西武                 |

### 高校野球
- 第64回選抜高等学校野球大会優勝　帝京（東京都）
- 第74回全国高等学校野球選手権大会優勝　西日本短大附（福岡県）

### 大学野球
- 第41回全日本大学野球選手権大会優勝：駒澤大
- 第23回明治神宮野球大会優勝：慶應義塾大
- 東京六大学野球連盟優勝 春：明治大、秋：慶應義塾大
- 東都大学野球連盟優勝 春：駒澤大、秋：日本大
- 関西学生野球連盟優勝 春：立命館大、秋：立命館大

### 社会人野球
- 第63回都市対抗野球大会優勝：日本生命
- 第19回社会人野球日本選手権大会優勝：東芝

### メジャーリーグ
- ワールドシリーズ：トロント・ブルージェイズ（4勝2敗）アトランタ・ブレーブス
  - アメリカンリーグ東地区優勝：トロント・ブルージェイズ
  - アメリカンリーグ西地区優勝：オークランド・アスレチックス
  - ナショナルリーグ東地区優勝：ピッツバーグ・パイレーツ
  - ナショナルリーグ西地区優勝：アトランタ・ブレーブス

### オリンピック
- バルセロナ五輪野球優勝： キューバ、準優勝： チャイニーズタイペイ、3位： 日本

## できごと

### 1月
- 1月5日 - 前年12月に強制わいせつ容疑で神奈川県警察に逮捕された大洋・中山裕章が横浜地方検察庁から釈放され[1]、翌日付で起訴猶予処分となった[2]。
- 1月7日 - 大洋球団は強制わいせつ事件を起こした中山裕章を解雇することを発表し[3]、セ・リーグ会長の川島廣守は「中山選手本人が社会的に立派に更生できるということが確認される時点まで『全12球団が中山選手との選手契約を無期限に行わないようにお願いしたい』」（無期限契約自粛）と要望する声明文を発表した[4]。中山は翌1月8日付で日本野球機構（NPB、コミッショナー：吉國一郎）から自由契約選手として公示された[5]。
- 1月22日 - 野球殿堂の競技者表彰で坪内道典、広岡達朗、吉田義男が殿堂入り[6]。
- 1月29日 - 野球殿堂の特別表彰委員会で吉田正男が殿堂入り[6]。

### 2月
- 2月4日 - 【MLB】メジャー・リーグコミッショナーのフェイ・ヴィンセントはニューヨーク市内にて記者会見し、日本企業の任天堂によるシアトル・マリナーズの買収に消極的であるのはアメリカ、カナダの二国以外の資本参加は認めないとの基本方針によるもので、反日感情に基づくものではないと述べる[7]。

### 3月
- 3月27日
  - セントラル・リーグの理事会でスパイ行為の禁止の伝達[6]。
  - 第64回選抜高等学校野球大会が甲子園で開幕。

### 4月
- 4月4日 - セントラル・リーグ、パシフィック・リーグのシーズン公式戦が開幕[8]。
- 4月6日 - 第64回選抜高等学校野球大会の決勝戦が阪神甲子園球場で行われ、帝京が東海大相模を3-2で破り初優勝。
- 4月11日
  - 横浜スタジアムでの横浜大洋ホエールズ対読売ジャイアンツ1回戦でセ・リーグタイ記録の1試合12二塁打。大洋が5本、巨人が7本[9]。
  - 日本ハムファイターズの田村藤夫が東京ドームでの対千葉ロッテマリーンズ2回戦に出場し、プロ通算1000試合出場を達成[10]。
- 4月14日 - 巨人の駒田徳広が東京ドームでの対広島東洋カープ2回戦の七回裏に2号本塁打を打ち、プロ通算100本塁打を達成[11]。
- 4月21日 - 近鉄バファローズの金村義明が日生球場での対ロッテ1回戦の五回裏に2号本塁打を打ち、プロ通算100本塁打を達成[12]。
- 4月23日 - 西武ライオンズの平野謙がグリーンスタジアム神戸での対オリックス・ブルーウェーブ5回戦の三回表に犠打を決め、プロ野球史上初の通算350犠打を達成[13]。
- 4月26日 - 中日ドラゴンズの落合博満がナゴヤ球場での対阪神タイガース5回戦の三回裏に4号本塁打を打ち、プロ通算1000得点を達成[14]。
- 4月28日 - 日本ハムの西崎幸広が千葉マリンスタジアムでの対ロッテ4回戦に先発し初回二死を取り、プロ通算1000投球回を達成[15]。
- 4月29日 - ヤクルトスワローズの池山隆寛が甲子園球場での対阪神4回戦で3号本塁打を打ち、プロ通算150本塁打を達成[16][17]。
- 4月30日 - 中日は新外国人選手のアロンゾ・パウエルの入団を発表。

### 5月
- 5月3日 - 大洋は監督の須藤豊が休養し、チーフ兼打撃コーチの江尻亮が監督代行を務めた[18][19]。
- 5月4日 - 中日の落合博満がナゴヤ球場での対広島3回戦に4番・一塁で先発出場し、プロ通算1500試合出場を達成[6][20]。
- 5月7日 - 大洋はチーフコーチの江尻亮が監督代理に就任すると正式に発表[21]。
- 5月8日 - 巨人の中尾孝義と西武の大久保博元の交換トレードが成立したと巨人、西武両球団が正式に発表[22]。
- 5月17日 - 近鉄の新井宏昌が平和台球場での対福岡ダイエーホークス7回戦に2番・左翼で先発出場し、プロ通算2000試合出場を達成[23]。
- 5月23日 - 大洋は監督代行の江尻亮が正式に監督に就任[24]。
- 5月31日 - 巨人の松谷竜二郎がイースタン・リーグの静岡草薙球場での対大洋戦においてリーグ史上初の二度目のノーヒットノーランを達成[25]。

### 6月
- 6月1日 - オリックスは一軍投手コーチに米田哲也が就任したと正式に発表[26]。
- 6月3日 - オリックスの石嶺和彦が日生球場での対近鉄10回戦の六回表に二安打を打ち、プロ通算1000安打を達成[27]。
- 6月6日 - ダイエーの広永益隆が西武球場での対西武10回戦の六回表に潮崎哲也から4号2点本塁打を打ち、これがパ・リーグ通算30000本塁打となる[28]。
- 6月10日
  - 中日の長嶋清幸が甲子園球場での対阪神9回戦の二回表に安打を打ち、プロ通算1000安打を達成[29]。
  - 西武の秋山幸二がグリーンスタジアム神戸での対オリックス9回戦に4番・中堅で先発出場し、プロ通算1000試合出場を達成[30]。
- 6月12日 - 大洋の長内孝がナゴヤ球場での対中日10回戦の五回表に2号2点本塁打を打ち、プロ通算100本塁打を達成[31]。
- 6月14日 - 阪神の湯舟敏郎が甲子園球場での対広島14回戦に先発し、ノーヒットノーランを達成[32]。
- 6月24日 - 西武の石毛宏典が西武球場での対ダイエー12回戦の二回裏に安打を打ち、プロ通算1500安打を達成[33]。
- 6月26日 - 西武の清原和博が西武球場での対オリックス11回戦の一回裏に14号2点本塁打を打ち、プロ通算200本塁打を達成。史上最年少となる24歳10カ月での達成[34]。
- 6月28日 - ダイエーの山内孝徳が平和台球場での対日本ハム12回戦に先発し今季2勝目を挙げ、プロ通算100勝を達成[35]。

### 7月
- 7月8日 - 近鉄の新井宏昌が藤井寺球場での対オリックス14回戦の3回裏に三塁打を放ち、プロ通算2000安打を達成[36][37]。
- 7月10日 - 近鉄の野茂英雄が西武球場での対西武12回戦に先発し、14与四球の一試合最多与四球、5回表には二死無走者から5者連続与四球。いずれもプロ野球ワーストタイ記録[38]。
- 7月12日 - ロッテの愛甲猛が千葉マリンスタジアムでの対日本ハム16回戦の先発メンバーから外され、パ・リーグの全イニング連続試合出場記録が535試合でストップ[39]。
- 7月16日 - 広島の北別府学がナゴヤ球場での対中日15回戦で勝利投手となりプロ通算200勝を達成[40][41]。
- 7月18日 - オールスターゲーム第1戦（甲子園）の5回表、全パの石井浩郎（近鉄）、田辺徳雄（西武）、佐々木誠（ダイエー）が全セの小松辰雄（中日）からオールスター初の3者連続本塁打。試合は6-1でパ・リーグが勝利。MVPは近鉄の石井が受賞[42]。
- 7月19日 - オールスターゲーム第2戦（マリン）で全セの古田敦也（ヤクルト）がオールスター初のサイクル安打を達成。古田は史上6人目の2年連続MVP[17]。
- 7月26日
  - バルセロナ五輪で野球が初めて正式種目として実施された。
  - オリックスは対ダイエー戦（グリーンスタジアム神戸）の8回に打者16人で9安打2四球の日本プロ野球記録の1イニング12連続得点。1イニング12点はパ・リーグタイ記録。試合は18対4でオリックスが勝利[43]。
- 7月29日 - ヤクルトのジャック・ハウエルが明治神宮野球場での対広島15回戦で、日本プロ野球史上44人目のサイクル安打達成。外国人選手ではダリル・スペンサー以来2人目[44]。
- 7月31日
  - オリックスの松永浩美が西武球場での対西武17回戦の9回表に安打を放ち、プロ通算1500安打を達成。史上64人目[45]。
  - 中日の長嶋清幸がナゴヤ球場での対ヤクルト15回戦の9回裏に本塁打を放ち、プロ通算100本塁打を達成。史上172人目[46]。

### 8月
- 8月2日 - 西武の鹿取義隆が西武球場での対オリックス18回戦で今季10セーブ目を挙げ、プロ通算100セーブを達成[47]。
- 8月5日
  - ヤクルトの角盈男が神宮球場での対阪神15回戦の7回途中から救援登板し、プロ通算600試合登板を達成[48]。
  - 日本ハムは米子での対オリックス17回戦で10安打を打ち、パ・リーグタイ記録の10試合連続2桁安打[49]。
- 日本時間8月6日 - バルセロナ五輪野球決勝で、キューバ代表がチャイニーズ・タイペイ代表を下し、初代王者となる。
- 8月10日 - 第74回全国高等学校野球選手権大会が阪神甲子園球場で開幕。
- 8月16日 - 全国高等学校野球選手権大会2回戦の星稜対明徳義塾戦で、星稜の松井秀喜が5打席連続敬遠される[50]。
- 8月19日 - 大洋の高木豊が対巨人戦（横浜）で日本プロ野球通算300盗塁[19]。
- 8月20日
  - 巨人の篠塚和典が横浜スタジアムでの対大洋21回戦に一番・二塁で先発出場し、プロ通算1500試合出場を達成[51]。
  - 日本ハムの大島康徳が東京ドームでの対西武18回戦に7番・一塁で出場し、プロ通算2500試合出場を達成[52]。
- 8月25日 - 第74回全国高等学校野球選手権大会の決勝戦が阪神甲子園球場で行われ、福岡代表の西日本短大付が千葉代表の拓大紅陵を1-0で破り初優勝。
- 8月27日 - 大洋の高木豊が神宮球場での対ヤクルト21回戦の八回表に中前安打を打ち、プロ通算1500安打を達成[53]。
- 8月30日 - ヤクルトのジャック・ハウエルが対中日戦（神宮）で球団新記録の月間13本塁打[17]。

### 9月
- 9月1日 - 西武球場での西武対近鉄21回戦で西武が近鉄に22-0で勝利し、パ・リーグ最多得点差[54]。
- 9月2日 - 大洋の長内孝が横浜スタジアムでの対広島23回戦に6番・一塁で先発出場し、プロ通算1000試合出場を達成[55]。
- 9月4日 - ダイエーの門田博光が福岡市内の球団事務所にて記者会見し今季限りで現役引退すると発表[56]。
- 9月11日 - 阪神対ヤクルト19回戦が甲子園球場にて行われ、9回裏阪神の攻撃で二死一塁から八木裕が左翼へライナーを打ち、二塁塁審の平光清は本塁打と判定したが、ヤクルト側が打球がフェンスに当たってスタンドに入ったのでエンタイトル二塁打だと抗議。平光はこれを受けいれ本塁打を二塁打へ訂正したが、今度は阪神の監督の中村勝広が抗議し、試合が約37分中断[57]。試合は延長十五回、3-3の引き分けとなり、試合時間はプロ野球史上最長の6時間26分となった[58]。
- 9月12日
  - 巨人の原辰徳が東京ドームでの対広島23回戦の七回裏に2点適時打を打ち、プロ通算1500安打を達成[59]。
  - ヤクルトの西村龍次が甲子園球場での対阪神20回戦に先発し、四回裏に木戸克彦に2号満塁本塁打を打たれ、1シーズン4被満塁本塁打のプロ野球新記録[60]。
- 9月16日 - ヤクルトの角富士夫が神宮球場での対横浜大洋26回戦の七回裏に代打として出場し、プロ通算1500試合出場を達成[61]。
- 9月22日 - ヤクルトの広沢克己が神宮球場での対広島20回戦の四回裏に安打を打ち、プロ通算1000安打を達成[62]。
- 9月25日 - 巨人の原辰徳が東京ドームでの対中日24回戦の六回裏に27号2点本塁打を打ち、プロ通算350本塁打を達成[63]。
- 9月27日 - ヤクルトの広沢克己が神宮球場での対阪神23回戦に四番・一塁で先発出場し、プロ通算1000試合出場を達成[64]。
- 9月29日 - 西武のオレステス・デストラーデが東京ドームでの対日本ハム21回戦の九回表に29号本塁打を打ち、通算150本塁打を達成[65]。
- 9月30日
  - 東京ドームでの日本ハム対西武22回戦で西武が日本ハムに14-5で勝利し、3年連続パ・リーグ優勝達成[66]。
  - 【MLB】カンザスシティ・ロイヤルズのジョージ・ブレットが対カリフォルニア・エンゼルス戦の一回に二塁打、二回に安打、五回に安打、七回に安打を打ち、メジャー通算3000安打を達成[67]。

### 10月
- 10月1日
  - 平和台球場で最後の日本プロ野球公式戦となるダイエー対近鉄26回戦が行われ、ダイエーが広永益隆の本塁打で1-0で近鉄に勝利[68]。また、この試合後にダイエーの田淵幸一監督が今季限りでの監督辞任を表明[69]。
  - 広島市民球場での広島対ヤクルト25回戦は広島が延長13回裏8-7でサヨナラ勝利。試合時間6時間1分は史上2度目6時間台試合[70]。
- 10月3日 - ジュニア日本選手権が川崎球場で行われ巨人が中日に延長10回3-2でサヨナラ勝ちし2年連続ジュニア日本一を達成[71]。
- 10月4日 - 広島の達川光男と大洋の遠藤一彦が現役引退を表明[72]。
- 10月5日 - 中日の石本貴昭が現役引退を表明[73]。
- 10月8日 - 巨人の監督の藤田元司が読売新聞本社を訪れ最高経営会議メンバーに今季の報告を行い、任期切れによる退任が決定。元監督の長島茂雄が球団に監督就任の意思を伝える[74]。
- 10月9日 - 巨人が高田繁ヘッドコーチの退団を発表[75]。
- 10月10日
  - 甲子園球場での阪神対ヤクルト26回戦でヤクルトが5-2で勝利し、14年ぶり2度目のセ・リーグ優勝達成[76]。
  - ダイエーは山内孝徳と水上善雄が今季限りで現役引退すると発表[77]。
- 10月11日 - セ・リーグのシーズン公式戦の全日程が終了[78]。
- 10月12日 - 巨人の監督の藤田元司が勇退。後任に長嶋茂雄が就任することを発表[79]。
- 10月13日
  - パ・リーグのシーズン公式戦の全日程が終了[80]。
  - 近鉄の新井宏昌が今季限りでの現役引退を正式に表明[81]。
  - 広島が投手コーチに古沢憲司の就任を発表[82]。
- 10月14日
  - 大洋は横浜市内のホテルで記者会見し、新監督に近藤昭仁が就任したと正式に発表[83]。
  - 近鉄は鈴木啓示が新監督に就任したと正式に発表[83]。
- 10月15日 - 大洋がカリフォルニア・エンゼルスのロバート・ローズの獲得とロバート・レイノルズの解雇を発表[84]。
- 10月19日
  - 沢村賞の選考が沢村賞選考委員会によって都内のホテルで行われ、西武の石井丈裕を選出[85]。
  - 日本ハムの監督の土橋正幸が港区の球団事務所にて今季限りでの辞任を正式に表明[86]。
  - 阪神の高橋慶彦が今季限りでの現役引退を発表[87]。
  - 巨人がヘッドコーチに前大洋監督の須藤豊の就任を発表[88]。
  - 中日が西本聖の退団を正式に決定したと発表[89]。
- 10月23日
  - 大洋が一軍ヘッド兼打撃コーチに長池徳士の就任を発表[90]。
  - ロッテの高沢秀昭、佐藤兼伊知、小川博、井辺康二が現役引退を表明[91]。
- 10月24日 - 【MLB】ワールドシリーズ第6戦がアトランタで行われ、トロント・ブルージェイズがアトランタ・ブレーブスに延長11回4-3で勝ち球団創設初のワールドチャンピオンとなった。米国以外のチームが世界一になったのはシリーズ史上初[92]。
- 10月26日 - 1992年の日本シリーズの第7戦が神宮球場で行われ、西武がヤクルトに延長10回2-1で勝利し、4勝3敗で日本一。MVPは西武の石井丈裕[93]。
- 10月27日
  - 中日の宇野勝、長嶋清幸とロッテの横田真之、今野隆裕の交換トレードが成立したと中日、ロッテ両球団が発表[94]。
  - 巨人は練習や試合中での大怪我が原因で現役を引退した選手を対象にした「公傷年金制度」を設けたと発表[95]。
- 10月28日
  - プロ野球1992年度の最優秀選手、新人王、ベストナインの記者投票の結果が発表され、最優秀選手にセ・リーグはヤクルトのジャック・ハウエル、パ・リーグは西武の石井丈裕、最優秀新人にセは阪神の久慈照嘉、パは近鉄の高村祐を選出[96]。
  - 正力松太郎賞の選考委員会が開かれ、西武の石井丈裕を選出[97]。
- 10月29日
  - 日本ハムは役員会を開き、球団常務取締役の大沢啓二を来季の監督に就任することを承認[98]。
  - ヤクルトは新浦寿夫の今季限りでの現役引退を了承[99]。

### 11月
- 11月1日
  - ダイエーは福岡市のホテルにて前西武の根本陸夫が新監督に就任したと正式に発表[100]。
  - 西武の鈴木康友が今季限りでの現役を引退。来季からは西武のコーチに就任[101]。
- 11月2日 - 大洋の二村忠美の日本ハムへの無償トレードが成立したと大洋、日本ハム両球団が発表[102]。
- 11月9日 - 【MLB】シアトル・マリナーズは前シンシナティ・レッズ監督のルー・ピネラが新監督に就任したと発表[103]。
- 11月10日 - 【MLB】全米野球記者協会は今季のアメリカン・リーグのサイ・ヤング賞にオークランド・アスレチックスのデニス・エカーズリーを選出[104]。
- 11月11日
  - 大洋は新球団名「横浜ベイスターズ」へのチーム名の変更を正式に発表[105]。
  - 【MLB】全米野球記者協会は今季のナショナル・リーグのサイ・ヤング賞にシカゴ・カブスのグレッグ・マダックスを選出[106]。
- 11月12日
  - 阪神が金森永時に戦力外通告[107]。
  - 広島がカンザスシティ・ロイヤルズ傘下のAAA級オマハ・ロイヤルズのルイス・メディーナの獲得を発表[108]。
- 11月13日
  - 西武の前田耕司と広島の大塚賢一のトレードが成立したと西武、広島両球団が発表[109]。
  - ロッテがニューヨーク・ヤンキースのメル・ホールと正式契約を交わしたと発表[110]。
- 11月16日
  - 横浜がシンシナティ・レッズのグレン・ブラッグスの獲得を発表。背番号は44[111]。
  - ダイエーがブーマー・ウェルズ、マイク・ラガと来季の契約を結ばないことを発表[112]。
- 11月19日 - 西武の大宮龍男が現役引退を表明。来季からは西武のコーチに就任[113]。
- 11月21日 - プロ野球新人選択会議が新高輪プリンスホテルにて行われる[114]。
- 11月23日
  - 前中日の西本聖がオリックスに移籍することを決定[115]。
  - ヤクルトの西岡剛とオリックスの森浩二の交換トレードを両球団から発表[116]。
  - 広島の松井隆昌と中日の小早川幸二の交換トレードを両球団から発表[117]。
  - ヤクルトが一軍投手コーチに河村保彦、一軍守備コーチに前中日コーチの大橋穣の就任を発表[118]。
- 11月30日 - 西武は野球評論家の杉下茂が一軍投手コーチに就任したと発表[119]。

### 12月
- 12月1日 - ヤクルトは球団OBで野球評論家の若松勉が一軍打撃コーチに就任したと発表[120]。
- 12月4日 - 近鉄は前大洋のロバート・レイノルズの入団を発表[121]。
- 12月8日 - ヤクルトがセントルイス・カージナルスのレックス・ハドラーと前阪神の金森永時の獲得を発表[122]。
- 12月9日
  - 中日はクリーブランド・インディアンスのブルック・ジャコビーの入団を発表[123]。
  - 【MLB】シカゴ・カブスからFAのグレッグ・マダックスがアトランタ・ブレーブスへ移籍。

## 誕生

### 1月
- 1月4日 - クリス・ブライアント
- 1月4日 - マイケル・ローレンゼン
- 1月10日 - リオン・ヒーリー
- 1月15日 - チチ・ゴンザレス
- 1月17日 - 吉田えり
- 1月19日 - ジャレル・コットン
- 1月28日 - ハンター・レンフロー
- 1月29日 - ヤン・トメク
- 1月31日 - アレックス・クラウディオ

### 2月
- 2月1日 - ショーン・マネイア
- 2月10日 - オマー・ナルバエス
- 2月15日 - エルネスト・シルバ
- 2月16日 - マルコ・ゴンザレス
- 2月22日 - ディクソン・マチャド
- 2月23日 - コーリー・アダムソン
- 2月25日 - ホルヘ・ソレア
- 2月25日 - 杉浦稔大

### 3月
- 3月4日 - ニック・カステヤノス
- 3月4日 - 公文克彦
- 3月18日 - トレイ・マンシーニ
- 3月29日 - チャド・ピンダー

### 4月
- 4月1日 - アルノシュト・ドゥボビー
- 4月2日 - ウィルマー・ディフォ
- 4月13日 - ルシアノ・フェルナンド
- 4月16日 - 西川遥輝
- 4月17日 - 宮國椋丞
- 4月20日 - ドリュー・ロビンソン
- 4月21日 - ジョク・ピーダーソン
- 4月25日 - トレバー・ウィリアムズ
- 4月26日 - アーロン・ジャッジ
- 4月28日 - 西田明央
- 4月29日 - 加藤匠馬

### 5月
- 5月3日 - ケリン・デグラン
- 5月10日 - ジャコビー・ジョーンズ
- 5月11日 - 三ツ俣大樹
- 5月13日 - ウィルソン・コントレラス
- 5月17日 - ベン・ギャメル
- 5月28日 - 中村奨吾

### 6月
- 6月2日 - ケイレブ・カワート
- 6月29日 - ヨルマー・サンチェス

### 7月
- 7月1日 - アーロン・サンチェス
- 7月6日 - マニー・マチャド
- 7月12日 - 勧野甲輝
- 7月16日 - 山田哲人
- 7月18日 - ディネルソン・ラメット
- 7月31日 - ホセ・フェルナンデス（+ 2016年）

### 8月
- 8月3日 - マルティン・チェルベンカ
- 8月4日 - ドミンゴ・ヘルマン
- 8月5日 - ドミンゴ・サンタナ
- 8月7日 - 薮田和樹
- 8月10日 - アーチー・ブラッドリー
- 8月11日 - 有原航平
- 8月13日 - タイフアン・ウォーカー
- 8月14日 - ジョシュ・ベル
- 8月16日 - デライノ・デシールズ・ジュニア
- 8月18日 - オースティン・ヘッジス
- 8月21日 - ブランドン・ドルーリー
- 8月21日 - 吉川大幾
- 8月26日 - マイケル・フランコ

### 9月
- 9月2日 - ロナルド・トレイエズ
- 9月4日 - ウィリー・ガルシア
- 9月8日 - ダン・アルタビラ
- 9月9日 - パット・バライカ
- 9月10日 - チャド・クール
- 9月17日 - ホセ・ラミレス
- 9月23日 - ダイラン・アンスワース

### 10月
- 10月1日 - ザンダー・ボガーツ
- 10月2日 - 山﨑康晃
- 10月6日 - 谷川昌希
- 10月7日 - ムーキー・ベッツ
- 10月15日 - テオスカー・ヘルナンデス
- 10月16日 - ブライス・ハーパー
- 10月17日 - ハンサー・アルベルト
- 10月19日 - サム・トゥイバイララ
- 10月22日 - アレン・ハンソン
- 10月23日 - 南貴樹
- 10月26日 - ドワイト・スミス・ジュニア

### 11月
- 11月5日 - 甲斐拓也
- 11月9日 - グレッグ・バード
- 11月9日 - トレバー・ストーリー
- 11月15日 - ディラン・バンディ
- 11月15日 - トレバー・ストーリー
- 11月16日 - チェスラー・カスバート
- 11月16日 - 山下斐紹
- 11月20日 - 阿知羅拓馬
- 11月27日 - ブラッドリー・ジマー

### 12月
- 12月1日 - ハビアー・バエズ
- 12月2日 - ゲイリー・サンチェス
- 12月4日 - ラウル・アルカンタラ
- 12月4日 - ジョー・マスグローブ
- 12月4日 - ブレイク・スネル
- 12月10日 - カルロス・ロドン
- 12月11日 - ドルトン・ポンペイ
- 12月19日 - エドゥブレイ・ラモス
- 12月20日 - 外崎修汰

## 死去
- 3月4日 - 大和球士（埼玉県、*1910年）
- 3月21日 - 和田明（東京都、*1937年）
- 4月30日 - 大杉勝男（岡山県、*1945年）
- 5月28日 - 藤村富美男（広島県、*1916年）
- 5月28日 - 船田和英（静岡県、*1942年）
- 8月30日 - 伊達正男（大阪府、*1911年）
- 9月5日 - 太田正男（大阪府、*1931年）
- 10月26日 - 生原昭宏（福岡県、*1937年）
- 12月5日 - 金田正泰（京都府、*1920年）

## その他
- 読売ジャイアンツ三代目マスコットとしてジャビットが誕生した[124]。